# Thiên niên kiện Nam Bộ
Thiên niên kiện Nam Bộ (danh pháp hai phần: Homalomena cochinchinensis) là loài thực vật thuộc họ Ráy.
Đây là loài bản địa của Lào, Việt Nam, Campuchia và Trung Quốc (từ Vân Nam đến Quảng Đông).